# Etmopterus
Etmopterus, rod manjih dubokovodnih morskih pasa. Postoje 42 vrste, od kojih u Jadranu živi samo Etmopterus spinax

## Vrste
1. Etmopterus alphus Ebert, Straube, Leslie & Weigmann, 2016
2. Etmopterus baxteri Garrick, 1957
3. Etmopterus benchleyi Vásquez, Ebert & Long, 2015
4. Etmopterus bigelowi Shirai & Tachikawa, 1993
5. Etmopterus brachyurus Smith & Radcliffe, 1912
6. Etmopterus bullisi Bigelow & Schroeder, 1957
7. Etmopterus burgessi Schaaf-Da Silva & Ebert, 2006
8. Etmopterus carteri Springer & Burgess, 1985
9. Etmopterus caudistigmus Last, Burgess & Séret, 2002
10. Etmopterus compagnoi Fricke & Koch, 1990
11. Etmopterus decacuspidatus Chan, 1966
12. Etmopterus dianthus Last, Burgess & Séret, 2002
13. Etmopterus dislineatus Last, Burgess & Séret, 2002
14. Etmopterus evansi Last, Burgess & Séret, 2002
15. Etmopterus fusus Last, Burgess & Séret, 2002
16. Etmopterus gracilispinis Krefft, 1968
17. Etmopterus granulosus (Günther, 1880)
18. Etmopterus hillianus (Poey, 1861)
19. Etmopterus joungi Knuckey, Ebert & Burgess, 2011
20. Etmopterus lailae Ebert, Papastamatiou, Kajiura & Wetherbee, 2017
21. Etmopterus litvinovi Parin & Kotlyar, 1990
22. Etmopterus lucifer Jordan & Snyder, 1902
23. Etmopterus marshae Ebert & Van Hees, 2018
24. Etmopterus molleri (Whitley, 1939)
25. Etmopterus perryi Springer & Burgess, 1985
26. Etmopterus polli Bigelow, Schroeder & Springer, 1953
27. Etmopterus princeps Collett, 1904
28. Etmopterus pseudosqualiolus Last, Burgess & Séret, 2002
29. Etmopterus pusillus (Lowe, 1839)
30. Etmopterus pycnolepis Kotlyar, 1990
31. Etmopterus robinsi Schofield & Burgess, 1997
32. Etmopterus samadiae White, Ebert, Mana & Corrigan, 2017
33. Etmopterus schultzi Bigelow, Schroeder & Springer, 1953
34. Etmopterus sculptus Ebert, Compagno & De Vries, 2011
35. Etmopterus sentosus Bass, D'Aubrey & Kistnasamy, 1976
36. Etmopterus spinax (Linnaeus, 1758)
37. Etmopterus splendidus Yano, 1988
38. Etmopterus tasmaniensis Myagkov & Pavlov, 1986
39. Etmopterus unicolor (Engelhardt, 1912)
40. Etmopterus viator Straube, 2011
41. Etmopterus villosus Gilbert, 1905
42. Etmopterus virens Bigelow, Schroeder & Springer, 1953